# Gerhard Kurz
Gerhard Kurz (* 1943 in Heiligenmoschel) ist ein deutscher Literaturwissenschaftler.

## Leben
Er studierte Germanistik, Philosophie und Geschichte in Heidelberg (1969/1970 Staatsexamen). Nach der Promotion 1973 an der Universität Düsseldorf und der Habilitation 1979/1980 lehrte er von 1980 bis 1984 als Professor für deutsche Sprache und Literatur an der Universität Amsterdam. Von 1984 bis 2008 war er Professor für neuere deutsche Literaturgeschichte und allgemeine Literaturwissenschaft an der Universität Gießen. Von 1990 bis 1998 war er Präsident der Hölderlin-Gesellschaft. Seit 2001 ist er stellvertretender Vorsitzender des Verwaltungsausschusses des Freien Deutschen Hochstifts.

## Schriften (Auswahl)
- Mittelbarkeit und Vereinigung. Zum Verhältnis von Poesie, Reflexion und Revolution bei Hölderlin, Stuttgart 1975, ISBN 3-476-00290-X.
- Traum-Schrecken. Kafkas literarische Existenzanalyse, Stuttgart 1980, ISBN 3-476-00430-9.
- Macharten. Über Rhythmus, Reim, Stil und Vieldeutigkeit. Göttingen 1999, ISBN 3-525-34013-3.
- Metapher, Allegorie, Symbol. 6. Aufl. Göttingen 2009, ISBN 3-525-34032-X.
- Das Wahre, Schöne, Gute. Aufstieg, Fall und Fortbestehen einer Trias. Paderborn 2015, ISBN 3-7705-5888-X.
- Hrsg.: Friedrich Hölderlin, Gedichte, 2. Aufl. Stuttgart 2015, ISBN 978-3-15-019343-3
- Hermeneutische Künste. Die Praxis der Interpretation. 2. Aufl. Stuttgart 2020, ISBN 3-476-04685-0.